# Vestbjerg
Vestbjerg es una localidad situada en el municipio de Aalborg, en la región de Jutlandia Septentrional (Dinamarca), con una población estimada a principios de 2018 de unos 2675 habitantes.
Se encuentra ubicada al noreste de la península de Jutlandia, junto a la costa del Limfjord y el Kattegat (mar Báltico).